# Aéroport de Mazovie Varsovie-Modlin
Pour les articles homonymes, voir Aéroport de Varsovie.
Ne doit pas être confondu avec Aéroport de Varsovie-Chopin.
L’Aéroport de Mazovie Varsovie-Modlin (code IATA : WMI • code OACI : EPMO) est un aéroport civil destiné à accueillir les compagnies aériennes à bas prix desservant Varsovie, la capitale de la Pologne. Il est situé à 35 Kilomètres au nord du centre-ville de Varsovie, à Modlin, un village rattaché à la commune de Nowy Dwór Mazowiecki.

## Histoire
Initialement destiné à un usage militaire lors de sa création en 1937, l’aérodrome de Modlin n’était pas encore opérationnel lorsqu'a éclaté la Seconde Guerre mondiale et n’a donc commencé à être utilisé qu’à partir de 1940 par la Luftwaffe. Après la guerre, il a été utilisé par les forces aéronavales polonaises et soviétiques, puis uniquement par l’Armée polonaise après la dissolution du Pacte de Varsovie le 1er juillet 1991, qui l’a elle aussi déserté dans les années qui ont suivi. En 2000, après avoir déclaré officiellement la fermeture de l’aérodrome, le gouvernement a commencé à envisager sa reconversion en aéroport civil, notamment en vue de remplacer le terminal Etiuda (aujourd’hui fermé) qui accueillait les voyageurs des compagnies aériennes à bas prix en partance ou en provenance de l’aéroport Frédéric Chopin de Varsovie.
En septembre 2009, les gestionnaires de l’aéroport ont annoncé qu’il ouvrirait à temps pour le Championnat d'Europe de football 2012 ; le 8 février 2010, il a été officiellement enregistré comme aéroport civil par les autorités administratives polonaises et les travaux ont commencé le 8 octobre 2010.
La compagnie Wizz Air a été la première à transférer toutes ses activités de l’aéroport de Varsovie vers celui de Modlin à la mi-juillet 2012 (desservant Malmö, Rome, Liverpool, Eindhoven, Londres Luton, Charleroi et Nyköping), soit juste après l’Euro 2012, infirmant à quelques jours près l’engagement pris par la société gestionnaire de l’aéroport d’ouvrir pour l’occasion. La compagnie Ryanair a elle aussi commencé à utiliser cet aéroport à partir de la mi-juillet, desservant depuis cet aéroport les villes de Budapest et de Rome.

## Situation
| \| 50 km1:3 411 000 \| Lublin Cracovie Gdańsk · Dantzig Łódź Olsztyn · Holsten Poznań · Posnanie Varsovie · Radom Rzeszów Szczecin · Stettin Varsovie · Modlin Wrocław · Vratislavie Katowice Zielona · Góra Varsovie · Chopin Bydgoszcz · Bromberg |
| 50 km1:3 411 000 |

## Fermeture provisoire de l'aéroport
Le 22 décembre 2012, l'Inspecteur régional des bâtiments de Varsovie a retiré l'autorisation d'exploitation de la piste en béton de l'aéroport de Modlin, en raison de dommages constatés sur cette dernière et menaçant la sécurité des vols. Les deux compagnies aériennes opérant à l'aéroport (Wizz Air et Ryanair) ont dû déménager à l'aéroport Frédéric Chopin en attendant qu'elle soit entièrement refaite.
Les travaux ordonnés ont été réalisés entre mars et juin 2013. La réouverture de l'aéroport a été plusieurs fois reportée, l'aéroport n'ayant été déclaré conforme aux normes de sécurité en vigueur que le 24 septembre 2013 après une nouvelle série de tests. Seule la compagnie Ryanair est pour l'instant revenue à Modlin, Wizzair continuant à opérer depuis l'aéroport Frédéric Chopin. L'aéroport est aussi utilisé par Enter Air pour des vols charter saisonniers.

## Statistiques
Le graphique qui aurait dû être présenté ici ne peut pas être affiché car il utilise l'ancienne extension Graph, désactivée pour des questions de sécurité. Des indications pour créer un nouveau graphique avec la nouvelle extension Chart sont disponibles ici.

Voir la requête brute et les sources sur Wikidata.

## Compagnies et destinations
| Compagnies  | Destinations |
| ----------- | --- |
| Air Moldova | Chișinău |
| Enter Air   | En saison charter : Antalya, Bourgas |
| Ryanair     | - Alicante-Elche, - Amman-Reine-Alia, - Barcelone-El Prat, - Bari-Karol Wojtyła, - Bergame-Orio al Serio, - Birmingham, - Bologne-Borgo Panigale, - Bristol, - Catane-Fontanarossa, - Charleroi Bruxelles-Sud, - Cologne/Bonn-K. Adenauer, - Dublin, - Édimbourg, - Eindhoven, - Göteborg, - Helsinki-Vantaa, - Leeds-Bradford, - Lisbonne-H. Delgado, - Liverpool-J.-Lennon, - Londres-Stansted, - Madrid-Barajas, - Malaga-Costa del Sol, - Malte, - Manchester, - Naples-Capodichino, - Paphos, - Paris-Beauvais, - Porto-F. Sá-Carneiro, - Riga, - Rome - G. B. Pastine (Ciampino), - Sandefjord-Torp, - Shannon, - Stockholm-Arlanda, - Ténériffe-Sud Reine Sofia, - Trévise-Sant'Angelo, - Vienne-Schwechat En saison : - Aarhus, - Athènes E.-Venizélos, - Bourgas, - Budapest-Ferenc Liszt, - Cagliari, - Corfou-I. Kapodístrias, - Faro, - Glasgow, - Kaunas, - La Canée I.-Daskaloyánnis, - Palma de Majorque, - Abruzzes, - Pise-Galileo Galilei, - Rhodes-Diagoras, - Rimini, - Szczecin/Stettin-Solidarité, - Thessalonique-Makedonía, - Trapani-V. Florio (Birgi), - Zadar, - Zante D.-Solomós |

Édité le 30/03/2019  Actualisé le 10/12/2022

## Aménagements futurs
Une nouvelle gare souterraine devait ouvrir en 2014 dans l’enceinte même de l’aéroport et 5 km de voie ferrée devaient être posés pour la relier à la ligne déjà existante entre Varsovie et Gdańsk, permettant une connexion directe avec le centre-ville de la capitale en une demi-heure environ.
- Liste des aéroports polonais
- Aéroport Frédéric Chopin de Varsovie
- Modlin

Liaison aéroport- Centre ville : https://fr.wikivoyage.org/wiki/Varsovie